# Огрызко, Вячеслав Вячеславович
Вячесла́в Вячесла́вович Огры́зко (род. 28 июня 1960, Москва) — российский литературовед и публицист, критик, журналист, историк литературы. Главный редактор газеты «Литературная Россия» в 2004-2021 годах. Член Союза писателей России.

## Биография
Родился 28 июня 1960 года в Москве. По словам Вячеслава, детство его прошло в Магадане, куда родители поехали работать из Москвы, где он родился. Отец был корректором в местном книжном издательстве, а мать — медсестрой.
После школы поступил на исторический факультет вечернего отделения Московского государственного педагогического института, работал литсотрудником в многотиражке МИФИ. Служил в армии. Работал корреспондентом, заведующим отделом в газете «Книжное обозрение», с 1989 года - заведующим отделом в журнале «Советская литература», ответственным секретарём и заместителем главного редактора в журнале «Наш современник».
С 1995 года в газете «Литературная Россия», как заместитель главного редактора, с 2004 года её главный редактор.
С приходом В. Огрызко в «Литературную Россию» газета в 2004-2021 годах являлась более публицистической, появились проблемные материалы .
Поменялась и кадровая политика. Ответственный секретарь - Кашлев Виктор Александрович стал 1-м заместителем главного редактора, но уже в 2013 году отправлен на пенсию. После него в 2013-2015 годах заместителем работал Сенчин, Роман Валерьевич, последнего в 2015 году сменил Евгений Богачков. Отделом литературной критики в 2004 году стал заведовать Илья Колодяжный, позже ставший заместителем главного редактора, однако в 2012 году уехавший из Москвы. Далее газетой руководили исполнительный директор Александр Дорофеев (ранее - заместитель ответственного секретаря) и шеф-редактор Богачков Евгений Владимирович, 1980 года рождения (совмещавший должность с постом заместителя главреда). Исполнительного директора сменил в 2019 году писатель Коротков Иван Сергеевич, 1996 года рождения, выпускник факультета картографии и геоинформатики МИИГАИК 2018 года.
По инициативе В. Огрызко, редакцией «Литературной России» было подготовлено и издано собрание сочинений Юрия Кузнецова.
В 1997 году стал выходить журнал о севрных народах «Мир Севера» .
В 2021 г. из-за конфликтов в редакции журнал перестал издаваться в бумажном формате; в указанном году издан последний, 3-й номер.. Два следующих номера: 4-й и 5-й удалось опубликовать в формате электронной копии на интернет-ресурсе "Мир Севера", с лета 2022 года недоступном..

## Творчество
Вячеславом Огрызко изданы несколько литературоведческих книг, множество статей и очерков: книги «Звуки языка родного», «Праздник на все времена», историко-литературное исследование «Песни афганского похода», литературно-критические статьи «Против течения», словари о писателях XX века «Изборник», «Из поколения шестидесятников», «Русские писатели. Современная эпоха. Лексикон», «Кто делает современную литературу в России», «Победители и побеждённые».
Ряд статей и книг В. Огрызко посвящён литературе малочисленных народов Севера: «Лица и лики: Литература малочисленных народов Севера и Дальнего Востока», «Ульчская литература», «Эвенкийская литература», «Отечественные исследователи коренных малочисленных народов Севера и Дальнего Востока: Биобиблиографический словарь», «Ительменская литература», «Селькупская литература». О проблемах культурной жизни малых народов постоянно публикуются в «Литературной России» и «Мире Севера» очерки В. Огрызко.
Всероссийская литературная премия Антона Дельвига за книгу «Лица и лики: Литература малочисленных народов Севера и Дальнего Востока».
Литературоведческие статьи и очерки В. Огрызко зачастую отличаются некомплиментарностью по отношению к писателям .
Автор обличает их прислужничество коммунистическому режиму, приспособленчество в условиях "колебаний линии партии". Такой характер имеет цикл работ Вячеслава Огрызко, который посвящён крупным писателям и литературным чиновникам, занимавшим руководящие посты в писательских сообществах, что построено на неизвестных материалах из фондов РГАНИ, РГАЛИ и других архивов.
О направлении своей исследовательской деятельности Вячеслав говорит следующее:
"По большому счету мы до сих пор о том же XX веке очень мало знаем. Мы плохо знаем, кто правил страной, как были устроены механизмы власти, каким образом осуществлялось руководство культурой. Все было очень и очень непросто. Только наша страна имела многоступенчатую и разветвленную систему управления искусством и литературой. Смотрите: у нас существовали десятки ведомств. Это Министерство культуры, Госкино, Госкомиздат, Главлит и прочие главки. Но реально они никакой власти не имели. Все решал партийный аппарат. В частности, отдел культуры ЦК КПСС (...) За последние десятилетия власть рассекретила десятки тысяч уникальных документов, но они по-прежнему отечественным исследователям недоступны. В то же время эти документы периодически всплывают на Западе. Такое впечатление, что существует целая архивная мафия, которая организует масштабную продажу рассекреченных документов европейским или американским университетам за спиной у наших исследователей. Во время пандемии обнаружились и другие странности. Мы знаем, что в свое время власть организовала оцифровку большей части документов из фондов Коминтерна, потратив на это колоссальные средства. Многие историки, когда началась пандемия и все библиотеки закрылись, попытались на удаленке получить доступ к цифровым копиям этих материалов. Но ни у кого это не получилось".
С неожиданной стороны в статьях открываются казалось бы привычные читателю страницы жизни и творчества Александра Фадеева, Валентина Катаева, Александра Твардовского, Константина Симонова и других советских классиков.
В. Огрызко говорит об этом: «В школьные годы, когда я читал книги современных писателей, которые производили на меня сильное впечатление, я не представлял, что когда-нибудь смогу увидеть авторов этих книг. Тогда мне казалось, что это какие-то небожители. Но когда лично познакомился с некоторыми из них, я глубоко разочаровался. Оказывается, многие из этих писателей в жизни сильно отличались от того, о чём сами же писали в книгах, какие ценности утверждали, какие истории рассказывали. Позже, занимаясь ещё и литературной критикой, я так и не решил: благо это или минус для литературного критика — личное знакомство с писателями» .
Павлов Юрий Михайлович характеризует историко-литературоведческие исследования Вячеслава следующим образом:
"Дух времени, реалии его, судьбы отдельных авторов предстают в статьях Огрызко крайне искажённо. Вот имена только некоторых пострадавших от произвола критика: Вадим Кожинов, Михаил Бахтин, Станислав Куняев, Юрий Селезнёв, Александр Казинцев, Владимир Соколов, Юрий Кузнецов. Юрий Селезнёв. (...) Более того - Огрызко в своих статьях делает ряд писателей (в частности, его современников: Кожинова, Бахтина  и других) людьми, сотрудничавшими с КГБ, не подтверждая факт ничем, кроме своих гипотез и предположений. Огрызко должно быть известно, что если автор ссылается на малоизвестные или неизвестные источники, которые, тем более, предваряет словами «мало кто знал», то необходимо эти источники называть. Вячеслав Вячеславович по понятным причинам этого не делает. В подобных случаях он любит выражаться так: «целый ряд данных дают основания для иного вывода», «мало кто знал», «выяснилось, что…». Автор запустил миф о Вадиме Валериановиче Кожинове, как об идеологическом диктаторе, надсмотрщике, «ловце человеческих душ» и т.д."  .
В то же время, положительно оценил творчество Огрызко кандидат исторических наук Колобов Евгений Юрьевич (1969 года рождения, уроженец Ташкента, житель г. Видное Московской области) в диссертационном исследовании "Создание и деятельность Союза писателей РСФСР (1957-1965 гг.). Специальность: 07.00.02 – Отечественная история" (Москва, 2016, с. 16-17). По словам Колобова:
"Огрызко, опираясь на широкий круг архивных источников и многочисленные встречи, беседы и интервью с участниками литературного процесса хрущевской «оттепели» сумел нарисовать довольно подробную картину литературной жизни в рассматриваемый нами период. Важна здесь и развернутая характеристика В.В. Полторацкого, и его неформальные отношения с партаппаратчиками из ЦК и литературными генералами из Союза писателей. Богатый фактический материал, собранный В. Огрызко и его анализ ситуации, сложившийся в литературных организациях, помогает нам лучше понять взаимоотношения между властью и писателями, а также внутрикорпоративные отношения в Союзе писателей и подведомственных ему организациях"..

## Версия о "партийной разведке"
По мнению Вячеслава, в СССР, параллельно с КГБ и ГРУ СССР, существовала также отдельная "партийная разведка".
В частности, автор впервые заявил о существовании "партийной разведки в ткани советской литературы» («Литературная Россия». – 2012. – №52).
Как предполагает Огрызко в книге "Охранители и либералы":
"Куусинен много лет возглавлял стратегическую партийную разведку. И пока он был жив, никто в советском руководстве и думать не смел о смещении Хрущёва. После же смерти Куусинена вся партийная разведка полностью оказалась уже в руках Суслова. А значит, он и дирижировал всеми процессами по смене власти.В октябре 1964 года Суслов свёл счёты не только с Хрущёвым"..
О партийной разведке также стал утверждать и Байгушев Александр Иннокентьевич 
В 2007 году Байгушев впервые коснулся данного вопроса. Так, в предисловии к книге Сергея Семанова «Дорогой Леонид Ильич», написанном Александром Байгушевым, последний представился читателям «координатором личной стратегической разведки и контрразведки Генерального секретаря ЦК КПСС Л. И. Брежнева". Последний посвятил данной теме несколько статей своей "мемуаристики" (Например: Байгушев А. Глаза и уши партийной разведки. “Литературная Россия”. 2012. №16).
Гадания о возможности наличия подобной личной компактной разведки у Брежнева (правда, под руководством Константина Черненко) приводил в своих мемуарах  более информированный персонаж — помощник Андропова Игорь Синицин (в книге: "Андропов вблизи: воспоминания о временах оттепели и застоя". М., 2004, с. 100-103). Поскребышев, как руководитель тайной личной разведки вождя (Брежнева), указан в мемуарах Бориса Чехонина. (Воспоминания: от Сталина до Путина - М., 2007, с. 284).
Такая же личная разведка существовала у Сталина: как утверждается, стратегическую разведку вождя возглавлял А. М. Лавров, а личную контрразведку - А. М. Джуга. (Линдер И. Б., Чуркин С. А. Красная паутина : тайны разведки Коминтерна , 1919—1943. – М., 2005. С. 377). О данной разведке написали книги Владимир Виссарионович Вахания (Личная секретная служба И. В. Сталина. Стратегическая разведка и контрразведка: сборник документов. – М., 2004) и Владимир Михайлович Жухрай (Личная спецслужба Сталина. – М., 2011).
Впрочем, находятся и критики данной теории о партийной разведке. Как отмечает Шамбаров, Валерий Евгеньевич, обвиняя Байгушева, а заодно с ним и Огрызко в мистификациях:
"Байгушев восхвалял несуществующую «русскую партию» внутри КПСС, а самого себя произвел аж в «начальники личной партийной разведки» Брежнева" (Шамбаров В. Е. Гибель советской империи». Москва: «Алгоритм», 2014. С. 20).